# 羅薩里奧鎮 (北桑坦德省)
羅薩里奧鎮（西班牙語：Villa del Rosario）是哥倫比亞的城鎮，位於該國東北部，由北桑坦德省負責管轄，距離首府庫庫塔7公里，屬庫庫塔都會區的一部分。始建於1771年7月15日，面積228平方公里，海拔高度360米，2005年人口64,210。